# Creatonotos nigrescens
Creatonotos nigrescens är en fjärilsart som beskrevs av Rothschild 1914. Creatonotos nigrescens ingår i släktet Creatonotos och familjen björnspinnare. Inga underarter finns listade i Catalogue of Life.